# Paul Barrow
Paul A. Barrow (Cardiff, 1953. június 19. –) brit agrármérnök, immunológus, a Magyar Tudományos Akadémia tiszteleti tagja (2013).
PhD-fokozatát 1997-ben szerezte meg. Jelenleg a Nottinghami Egyetem Állatorvostudományi Kar professzora és kutatója. Szakterülete a zoonózisok és az immunológia, ezenbelül a szárnyasok és a sertések bakteriális fertőzései. 2004 óta a Kínai Agrártudományi Egyetem kollégáival közösen kutatja a mycobacterium bovis ellenszerét, valamint egy kínai szalmonella kutatócsoporttal is közösen dolgozik.